# اچ‌ام‌ای‌اس ماوی
اچ‌ام‌ای‌اس ماوی (به انگلیسی: HMAS Mavie) یک کشتی بود که طول آن ۳۸ فوت ۶ اینچ (۱۱٫۷۳ متر) بود. این کشتی در سال ۱۹۰۳ ساخته شد.